# So Happy It Hurts
So Happy It Hurts è il quindicesimo album in studio del cantautore canadese Bryan Adams, pubblicato l'11 marzo 2022.

## Descrizione
L'album è il primo del cantante ad essere pubblicato dall'etichetta BMG dopo che il suo precedente album Shine a Light è stato pubblicato dalla Polydor Records e dalla sua etichetta madre Universal Music Group. Adams ha confermato che l'album si sarebbe intitolato So Happy It Hurts, descrivendo l'album come un "ritorno alla vita" dopo la pandemia di COVID-19. Descrivendo l'album, ha anche detto:
(Bryan Adams)

Molte delle canzoni sono precedenti alla pandemia di COVID-19, ha detto Adams al quotidiano olandese Metro. Ha ammesso che la canzone "These Are The Moments That Make Up My Life" era originariamente destinata al film del 2008 Io & Marley, con Owen Wilson e Jennifer Aniston. La canzone "I've Been Looking For You" risale alle sessioni di scrittura di Pretty Woman - The Musical. Nella stessa intervista Adams commenta di come è tornato a collaborare con il cantautore e produttore Robert John "Mutt" Lange:
(Bryan Adams)
 La loro ultima collaborazione è stata nell'album del 2008 11.

## Copertina
La copertina dell'album è una fotografia in bianco e nero di Bryan Adams, che ritrae se stesso di spalle, che alza in alto una chitarra sopra il cofano motore di una Chevrolet Corvair.

## Promozione
L'uscita dell'album è stata anticipata dal singolo, di cui è la title track, So Happy It Hurts nell'ottobre 2021, il brano musicale è stato accompagnato da un video, diretto dallo stesso Adams, sul canale ufficiale YouTube. Nell'autunno del 2021 Adams ha effettuato diversi concerti presso il Wynn Las Vegas, dove ha registrato e diretto altri video musicali dei brani "Never Gonna Rain", "You Lift Me Up", "Always Have, Always Will". Nell'album è presente il singolo "On The Road", il singolo è uscito contestualmente alla presentazione del Calendario Pirelli 2022, del quale Adams è l'autore. Diverse sono state le comparse nei network di tutto il mondo, compresa l'Italia quando ha partecipato al Sky TG24 Live in Bari del canale televisivo italiano Sky TG24.

## Tour
Adams ha iniziato il tour mondiale in Europa, nel Regno Unito e in Canada da gennaio 2022 a sostegno dell'album.Joan Jett è stata l'artista di apertura della tappa nordamericana da giugno ad agosto 2023. David A. Stewart è l'artista di apertura per le date  negli Stati Uniti d'America da gennaio a marzo 2024.

## Accoglienza

### Pubblico
So Happy It Hurts ha debuttato al numero uno delle classiche del Portogallo e Regno Unito (indipendet), in seconda posizione in Germania, Svizzera e la terza posizione in Austria, Regno Unito e Scozia.

### Ricezione critica
| Recensione           | Giudizio |
| -------------------- | -------- |
| Clash                | [ 22 ]   |
| Classic Rock         | [ 23 ]   |
| Retro Pop Magazine   | [ 24 ]   |
| Cryptic Rock         | [ 25 ]   |
| Maximum Volume Music | [ 26 ]   |

L'album ha ricevuto il plauso della critica. Cryptic Rock che lo ha assegnato 5/5, affermando che "è un must per chiunque li consideri un fan del Rock-n-Roll".
Neil Jeffries di Louder ha scritto: "Per quattro decenni, Bryan Adams è stato il maestro del radio rock del ragazzo della porta accanto, guidato dal coro. Di tanto in tanto si è allontanato da quella strada, ma proprio quando pensi che potrebbe significare che sta recitando da solo. l'età (ora 62 anni) tornerà al ritmo, come ha fatto qui."
In un articolo per The Daily Telegraph, Sarfraz Manzoor ha parlato con Bryan Adams e ha commentato l'album: Quando si ricordano gli ultimi anni, è difficile sentirsi ottimisti. A meno che non ti chiami Bryan Adams. La rock star canadese ... ha in qualche modo realizzato un album durante una pandemia globale pieno di divertenti canzoni rock che sicuramente solleveranno gli animi e i pugni in aria. Con il suo nuovo eccellente disco So Happy it Hurts, ci si chiede come si possa vivere gli ultimi due anni ed essere così allegri. "Era proprio quello che è uscito da me", dice Adams tramite Zoom da Madrid. "Avevo questo ottimismo, nonostante quello che stava succedendo intorno a noi, avevo la sensazione generale che tutto sarebbe andato bene".

## Tracce
1. So Happy It Hurts – 3:35 (Bryan Adams, Gretchen Peters)
2. Never Gonna Rain – 3:18 (Adams, Peters, Mike Elizondo, Jason Evigan, Kennedi Lykken)
3. You Lift Me Up – 3:08 (Adams, Robert John "Mutt" Lange)
4. I've Been Looking For You – 2:01 (Adams, Jim Vallance)
5. Always Have, Always Will – 3:46 (Adams, Lange)
6. On The Road – 2:49 (Adams, Lange)
7. Kick Ass – 5:37 (Adams, Lange)
8. I Ain't Worth Shit Without You – 3:11 (Adams, Vallance)
9. Let's Do This – 3:18 (Adams, Lange)
10. Just Like Me, Just Like You – 2:11 (Adams, Vallance)
11. Just About Gone – 2:50 (Adams, Peters)
12. These Are The Moments That Make Up My Life – 3:26 (Adams, Peters, Theodore Shapiro)

### Edizione Super Deluxe
È un doppio CD che contiene i brani dell'album e alcuni dei suoi più grandi successi, nuovamente registrati.

### CD 1
1. So Happy It Hurts – 3:35 (Bryan Adams, Gretchen Peters)
2. Never Gonna Rain – 3:18 (Adams, Peters, Mike Elizondo, Jason Evigan, Kennedi Lykken)
3. You Lift Me Up – 3:08 (Adams, Robert John "Mutt" Lange)
4. I've Been Looking For You – 2:01 (Adams, Jim Vallance)
5. Always Have, Always Will – 3:46 (Adams, Lange)
6. On The Road – 2:49 (Adams, Lange)
7. Kick Ass – 5:37 (Adams, Lange)
8. I Ain't Worth Shit Without You – 3:11 (Adams, Vallance)
9. Let's Do This – 3:18 (Adams, Lange)
10. Just Like Me, Just Like You – 2:11 (Adams, Vallance)
11. Just About Gone – 2:50 (Adams, Peters)
12. These Are The Moments That Make Up My Life – 3:26 (Adams, Peters, Shapiro)

### CD 2
1. Summer of '69 (Classic Version) – 4:08 (Bryan Adams, Jim Vallance)
2. (Everything I Do) I Do It for You (Classic Version) – 6:27 (Adams, Michael Kamen, Robert John "Mutt" Lange)
3. Run to You (Classic Version) – 4:17 (Adams, Vallance)
4. Heaven (Classic Version) – 4:23 (Adams, Vallance)
5. Can't Stop This Thing We Started (Classic Version) – 4:39 (Adams, Lange)
6. Cuts Like a Knife (Classic Version) – 5:23 (Adams, Vallance)
7. Please Forgive Me (Classic Version) – 5:12 (Adams, Lange)
8. Straight From The Heart (Classic Version) – 3:28 (Adams, Eric Kagna)
9. When You're Gone feat Melanie C  (Classic Version) – 3:21 (Adams, Eliot Kennedy)
10. Here I Am (Classic Version) – 4:36 (Adams, Hans Zimmer, Gretchen Peters)
11. Back to You (Classic Version) – 4:27 (Adams, Kennedy)
12. Have You Ever Really Loved a Woman? (Classic Version) – 4:48 (Adams, Kamen, Lange)

## Formazione
Di seguito sono elencati i musicisti che hanno suonato nel disco e il personale che ha collaborato alla sua realizzazione:

### Musicisti
- Bryan Adams — Voce, Chitarra acustica, Chitarra elettrica, Basso, Percussioni, Organo Hammond, Fender Rhodes, Pianoforte, Batteria, Cori
- Keith Scott — Chitarra elettrica
- Amy Wadge — Cori
- Jason Evigan — Cori
- Kennedi Lykken — Cori
- Mike Elizondo — Cori
- Pat Steward — Batteria, Percussioni
- Robert John "Mutt" Lange — Cori, Basso, Tastiere
- John Cleese — Voce parlata nel brano "Kick Ass"
- Luke Doucet — Chitarra elettrica

### Personale tecnico
- Bryan Adams — produttore
- Robert John "Mutt" Lange — produttore
- Hayden Watson — ingegneria del suono
- Olle Romo — Ingegnere del suono
- Emily Lazar — Ingegnere del suono
- Chris Allgood — Ingegnere del suono

### Personale aggiuntvo
- Dirk Rudolph — design
- Bryan Adams — fotografie
- Bruce Allen — Management

- Edizione Super Deluxe  —  L'album è prodotto da Bryan Adams e progettato da Hayden Watson. Le tracce "Summer of '69", "(Everything I Do) I Do It for You", "Run to You", "Heaven", "Please Forgive Me" e "Straight from the Heart" sono mixate da Bob Clearmountain. Il resto dei brani sono mixati da Watson.

## Classifiche

### Classifiche settimanali
| Classifica (2022)             | Posizione massima |
| ----------------------------- | ----------------- |
| Australia                     | 75                |
| Austria                       | 3                 |
| Belgio (Fiandre)              | 5                 |
| Belgio (Vallonia)             | 31                |
| Canada                        | 29                |
| Francia                       | 176               |
| Germania                      | 2                 |
| Irlanda                       | 92                |
| Italia                        | 41                |
| Paesi Bassi                   | 28                |
| Portogallo                    | 1                 |
| Regno Unito                   | 3                 |
| Regno Unito (downloads)       | 4                 |
| Regno Unito (indipendet)      | 1                 |
| Regno Unito (physical)        | 3                 |
| Repubblica Ceca               | 61                |
| Scozia                        | 3                 |
| Spagna                        | 10                |
| Stati Uniti (digital)         | 17                |
| Stati Uniti (Top Album Sales) | 26                |
| Svizzera                      | 2                 |

### Classifiche di fine anno
| Classifica (2022) | Posizione massima |
| ----------------- | ----------------- |
| Svizzera          | 49                |